# Mickey Spillane's Mike Hammer (CBS)
Mike Hammer är en amerikansk kriminalserie som sändes 1984-1987. Huvudpersonen Mike Hammer, spelad av Stacy Keach, är en privatdetektiv i New York som löser olika brott. Till sin hjälp har han sin sekreterare Velda, spelad av Lindsey Bloom och kommissarie Pat Chambers spelad av Don Stroud.
Seriens huvudpersoner bygger på böcker skrivna av deckarförfattaren Mickey Spillane och den första boken om Hammer kom 1947.

## Rollista i urval
- Stacy Keach - Mike Hammer
- Don Stroud - Kommissarie Pat Chambers
- Lindsay Bloom - Hammers sekreterare Velda
- Kent Williams - biträdande distriktsåklagare Lawrence D. Barrington